# فیلیپ دوم مقدونی

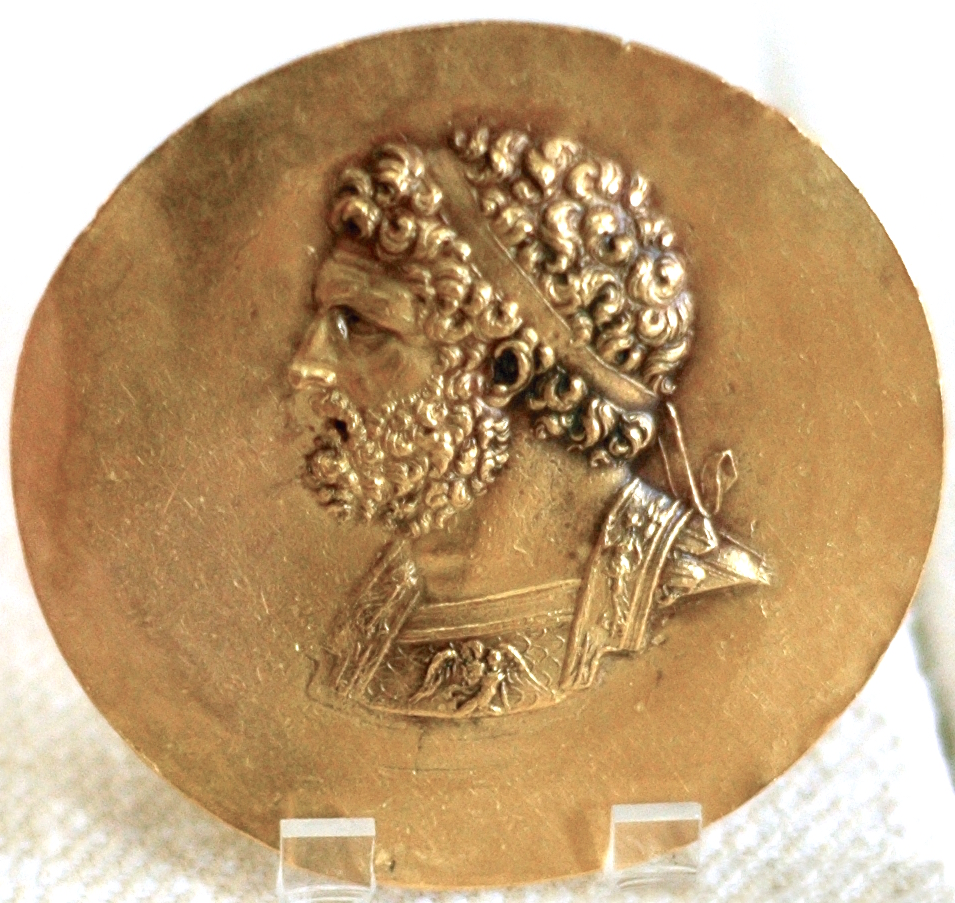
سکه‌ای با نقش فیلیپ دوم

فیلیپ دوم مقدونیه (به یونانی:Φίλιππος Β΄ ὁ Μακεδών؛ ۳۸۲ پ.م. – اکتبر ۳۳۶ پ. م) معروف به فیلیپ مقدونی، پدر اسکندر بزرگ و پادشاه مقدونیهٔ باستان از ۳۵۹ تا ۳۳۶ قبل از میلاد بود. وی ارتش مقدونیه را به ارتشی پیشرفته و نظام‌مند مبدل کرد و با شکست متعدد رقیبان و شورشیان علیه خود، یونانیان را ذیل اتحادیهٔ هلنی متحد کرد و نیز رهبر آن و فرماندهٔ کل قوای یونان و مقدونیه شد. او نقشهٔ هجوم به امپراتوری پارس و آزاد کردن شهرهای آسیای صغیر را طرح‌ریزی نمود و لشکری ده‌هزار نفری را به همراه ژنرال خود، پارمنیون راهی کرد؛ اما فیلیپ به طرزی ناگهانی در سال ۳۳۶ پیش از میلاد و در تئاتری در ورجینا ترور شد و میراثش را به فرزند ارشد خود، اسکندر سوم مقدونیه سپرد.

## قدرت گرفتن فیلیپ مقدونی
آتنی‌ها از ترقی مقدونیه بیمناک شدند و در صدد برآمدند که از بزرگ شدن این مملکت جلوگیری کنند. دموستن، ناطق معروف، آتنی‌ها را ملامت می‌کرد و می‌گفت: وظیفهٔ آنهاست حمایت یونان را به عهده بگیرند و در جنگ مقدس که در سال ۳۵۶ پیش از میلاد بر سر ادارهٔ معبد دلف (معبد آپولن، خدای آفتاب) درگرفت و فوسیدی‌ها آن معبد را تصرف کردند. فیلیپ فوسیدی‌ها را در شورای نمایندگان شهرهای یونان محاکمه کرد و از حمایت قانون محروم ساخت و خود عضو مجلس شورای دول یونانی گردید و حق دو رأی به او داده شد. در این وقت نقشهٔ فرماندهی کل یونان را در سر می‌پروراند. سرانجام در ۳۳۸ پیش از میلاد فیلیپ در صدد برآمد که مخالفت آتن را در هم شکند و با این مقصود شهر الاته را تصرف و در آنجا لشکری جمع کرد و از راه شبه‌جزیرهٔ آتیک ناگهان به آتن تاختند. بزرگان آتن شیپور اضطراب را نواختند و مردم روز بعد در محل نمایشگاه جمع شدند. دموستن مردم را پند داد که خود را نبازند و با کمک به مردم «به‌اُسی» از پیشروی فیلیپ بسوی آتن جلوگیری کنند، ولی سرانجام آتنی‌ها شکست خوردند.

## درگذشت
در سال ۳۳۶ پیش از میلاد فیلیپ تدارکات جنگ را برای حمله به ایران کامل کرد و سرداران خود آتالوس و پارمنیون را به ایران روانه کرد. این افراد مأمور بودند که شهرهای یونانی آسیای صغیر را از اطاعت ایران خارج کنند. فیلیپ برای حمله به ایران و گرفتن رأی خدایان، شخصی را به معبد دلفی فرستاده بود تا از پی‌تی در این باب سؤالی کند و چون جواب مبهم پی‌تی را به نفع خود تعبیر کرده و دلیل رضایت خدایان دانسته بود، ضیافت‌هایی به‌پا کرد و مسابقهٔ موسیقی ترتیب داد. پس از این ضیافت‌ها در نمایشگاه یا تئاتر یونان بازی‌هایی آغاز می‌شد و در این بازی‌ها صورت خدایان دوازده‌گانه را آورده بودند و سیزدهمین آن‌ها فیلیپ را مانند خدایی برتخت‌نشسته نشان می‌داد. هنگام ورود او به تئاتر شخصی به نام پاوسانیاس قمه‌ای در تن او فروکرد و فیلیپ درگذشت.

## آوازه قوت یافتن مقدونیه در ایران
آوازه نیرومند شدن مقدونیه و پیشرفت‌های فیلیپ در اطراف مقدونیه، در آسیا پیچید و چنان‌که از نطق‌های دموستن دیده می‌شود، آتن از ایران بر ضد مقدونیه کمک طلبید. دربار ایران در ابتدا پاسخ داد، که آتن همواره به مصر کمک می‌کرد، ولی بعد که اخبار مقدونیه مایه نگرانی دربار ایران شد، باگواس خواجه خطر را حس کرد و مراقب احوال مقدونیه گردید.
گفتگوی بزرگ شدن پادشاه مقدونی تا آسیا منتشر شد و شاه پارسی‌ها از قوت فیلیپ ظنین گشته به تمام حاکمان ساتراپی‌های کناره‌ای نوشت که با همه قوا به اهالی پرنت کمک کنند (پادشاه مقدونی با اینها در جنگ بود) و ساتراپ‌ها پس از رایزنی با یکدیگر عده‌ای از سپاهیان اجیر، پول بسیار، آزوقه، جنگ‌افزار و همه نوع مهمات برای اهالی پرنت فرستادند.
بعد به واسطه این قوه امدادی جهت کمک به اهالی بیزانتیوم (استانبول کنونی) و تهدید آتنی‌ها، که جنگ خواهند کرد، فیلیپ، با وجود تلاش بسیار که بکار برده بود، ناچار شد محاصره پرنت و بیزانس را موقوف داشته با یونانیانی که آگهی جنگ به او کرده بودند، صلح کند، چنین بود توجه دربار ایران به امور مقدونی ولی این اوضاع دوامی نداشت، زیرا به زودی وقایعی روی داد که شاه و وزیر هر دو نابود شدند و زمینه برای فتوحات مقدونی‌ها در ایران آماده گردید.
اگر چه این زمینه در سلطنت داریوش دوم و اردشیر دوم آماده شده بود، ولی قوت اراده اردشیر سوم و کفایت و کاردانی باگواس خواجه و من‌تور آرامشی به ممالک تابعه ایران می‌داد و اگر دوام می‌یافت از بسیاری از چیزها، که برآمده از سستی حکومت مرکزی بود، جلوگیری می‌شد، زیرا چنان‌که بیاید، به هنگام حملهٔ اسکندر به ایران وسایلی بسیار در حیطه اقتدار دربار ایران بود، که بواسطه بی‌تجربگی یا نداشتن مردان کافی، بکار نرفت و در آینده اسکندر و بعد مورخین او این اوضاع را انگیزه بخت بلند او دانستند.
دربارهٔ یونان این زمان باید علاوه کنیم، که در ابتدا یعنی در سال ۳۵۳ – ۳۵۲ پیش از میلاد شایعه‌ای در یونان منتشر شد، که اردشیر در گمان حمله به یونان است و بنابراین اضطرابی در یونان پدید آمد و خواستند تدارکاتی ببینند، ولی دموستن نطاق سرشناس آتنی به آتنی‌ها فهماند که به این شایعات نباید اعتباری داده و نباید پارسی‌ها را دشمنان خود پندارند.
در شاهنامهٔ فردوسی او با نام «فلیقوس» شناخته می‌شود.

## فیلیپ در ادبیات فارسی
فیلیپ را ادیبان و شعرای فارسی، با نام «فلیقوس» یا «فیلفوس»، پدر اسکندر ذوالقرنین می‌شناسند.
نظامی گنجوی این چنین از او می‌گوید:
| شَهی ناموَر نام او فلیقوس    |  | پذیرای فرمان او روم و روس  |
| به یونان زمین بود مأوای او |  | به مقدونیه خاص‌تر جای او    |
| نو آیین‌ترین شاه آفاق بود   |  | نوا زادهٔ عیص اسحق بود      |
| چنان دادگر بود کز داد خویش |  | دم گرگ را بست بر پای میش   |
| گلوی ستم را بدان سان فشرد  |  | که دارا بدان داوری رشک برد |

جامی نیز می‌گوید:
| شناسای تاریخ‌های کهن       |  | چنین رانده‌است از سکندر سخن |
| که مشاطهٔ دولت فلیقوس      |  | چو آراست روی زمین چون عروس |
| ز دمسازی این عروسش به بر  |  | خدا داد پیرانه سر یک پسر   |
| پسر نی که گردون صدف گوهری |  | فروزان ز اوج شرف اختری     |
| ز بخشنده نامان چرخ کبود   |  | پی نامش اسکندر آمد فرود    |